# Астрід
Астрід, Астрид, Аструд — жіноче ім'я скандинавського походження.

## Відомі носії
- Астрід Бельгійська — бельгійська принцеса
- Астрід Берже-Фрісбі — іспано-французька акторка та модель
- Астрід Гюяр — французька фехтувальниця
- Астрід Гольм — данська акторка
- Астрід Гольм — данська художниця
- Аструд Жілберту — бразильська співачка
- Астрід Іваск — латвійська поетеса
- Астріда Кайріша — латвійська актриса
- Астрід Клеве — шведська вчена-ботанік, геолог, хімік
- Астрід Кумбернусс — німецька легкоатлетка
- Астрід Ліндґрен — шведська дитяча письменниця
- Астрід Ньялсдоттер — шведська королева
- Астрід Ейре Слінн — норвезька лижниця
- Астрід Сюрбек — нідерландська тенісистка
- Астрид Турс — фінський політик
- Астрід Уренгольдт Якобсен — норвезька лижниця
- Астрід Шведська — шведська принцеса, королева Бельгії
- Астрід Штраус — німецька плавчиня